# La Télégraphiste de Lonedale
Pour plus de détails, voir Fiche technique et Distribution.
La Télégraphiste de Lonedale (The Lonedale Operator) est un film muet américain de D. W. Griffith sorti en 1911.

## Synopsis
La télégraphiste d'une petite station de chemin de fer isolée est attaquée par des bandits. Elle prévient par morse son fiancé, un chauffeur de locomotive, qui se précipite à son secours.

## Fiche technique
- Titre original : The Lonedale Operator
- Titre français : La Télégraphiste de Lonedale
- Réalisation : D. W. Griffith
- Scénario : Mack Sennett
- Photographie : Billy Bitzer
- Société de production et de distribution : Biograph Company
- Pays de production : États-Unis
- Format : Noir et blanc - Film muet
- Genre : Drame
- Durée : 17 minutes
- Date de sortie :
  - États-Unis : 23 mars 1911

## Distribution
- Blanche Sweet : la jeune télégraphiste
- George Nichols : le télégraphiste, son père
- Joseph Graybill : un bandit
- Dell Henderson : un bandit
- Francis J. Grandon
- Verner Clarges
- Guy Hedlund
- Jeanie Macpherson
- W. C. Robinson
- Edward Dillon
- Wilfred Lucas
- W. Chrystie Miller
- Charles West

## Autour du film

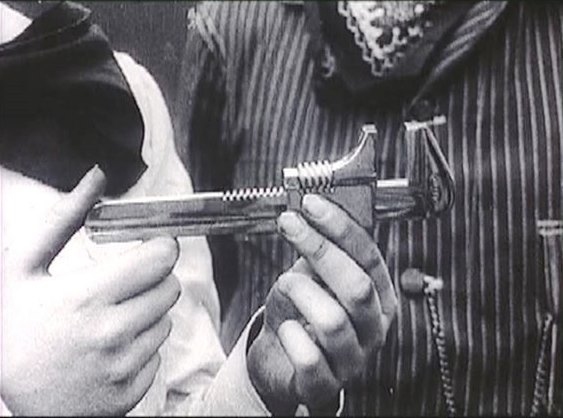
Gros plan sur l'arme.

Griffith utilise un gros plan pour montrer un accessoire important, en l’occurrence une clé anglaise que l'on avait pu voir auparavant comme un révolver en plan américain.